# Expansão banta

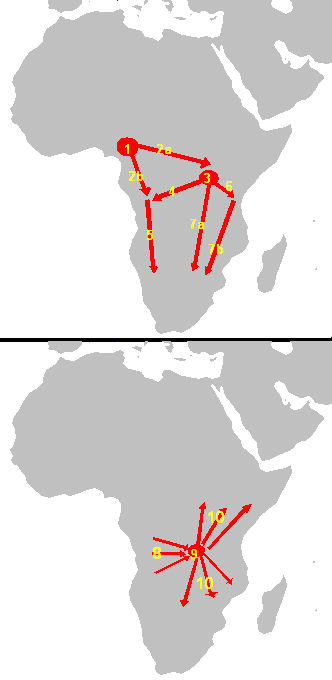
Visão cronológica após Nurse e Philippson (2003):
1 = 4 000–3 500 AP: origem não verificada
2 = 3 500 BP: initial expansion
"separação inicial": 2.a = Oriental, 2.b = Ocidental
3 = 2 000–1 500 AP: núcleo Urewe do Bantu Oriental
4–7: avanço para o sul
9 = 2 500 BP: Núcleo do Congo
10 = 2 000–1 000 BP: última fase

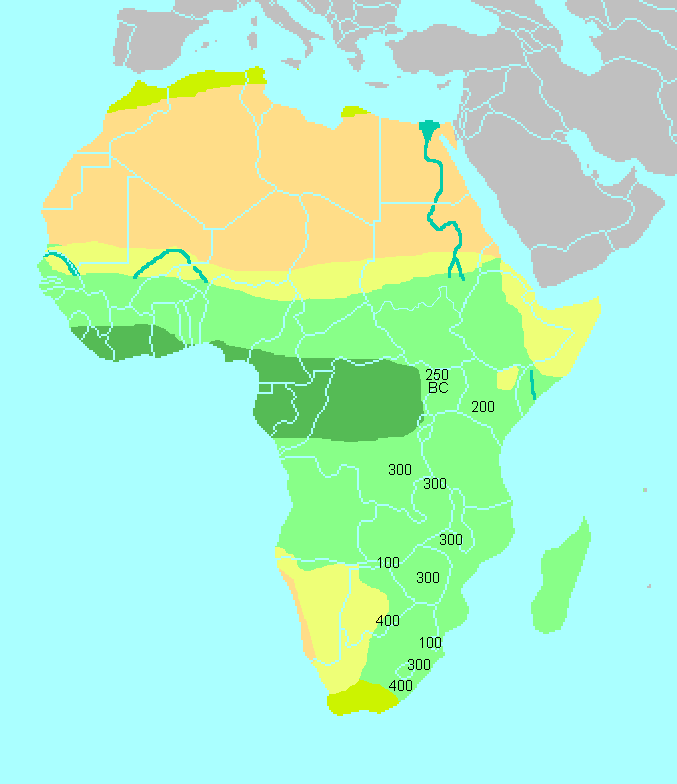
Mapa indicando a propagação do início da Idade do Ferro em toda a África; todos os números são datas AD, exceto para a data "250 aC"

A expansão bantu como referida foi um longo e contínuo processo migratório de povos que falavam línguas do grupo banto. Essa expansão começou por volta de 1000 a.C., nas regiões da atual Nigéria e Camarões, e se estendeu até o sul e o leste da África, atingindo vastas áreas ao longo dos séculos.  A antropologia refere-se à expansão banta como um movimento de povos que ao longo de três milénios terá espalhado as línguas banto em praticamente toda a África subsaariana.

## Características da Expansão
A expansão bantu não se deu por meio de um império ou dominação militar centralizada. Mas de um gradativo processo de expansão e assimilação sociocultural. 
Existem duas teorias básicas sobre a origem dos bantu: a primeira, de Joseph Greenberg (1963), indicava que um grupo de línguas do sueste da Nigéria era o mais próximo das restantes línguas bantu e ele propôs que uma dessas línguas se teria espalhado para sul e leste, ao longo de centenas de anos. 
Malcolm Guthrie analisou várias línguas bantu e concluiu que as mais estereotípicas eram as da Zâmbia e sul da atual República Democrática do Congo, propondo teoria alternativa de ser esta região a originária dos bantu. Esta teoria é apoiada por fontes norte-africanas e do Médio Oriente que não falam da existência de bantus a norte de Moçambique antes do século IX.
Com a definição do termo "banto" em 1862, o Dr. Wilhelm Bleek avançou a hipótese do enorme número de línguas com características comuns terem tido origem numa única língua. Assim sendo, o termo “banto” refere-se a uma família linguística, e não a um povo específico ou grupo étnico unificado. Estudos linguísticos indicam que as línguas bantas têm origem comum no “protobanto”, falado originalmente associada à região da floresta equatorial na confluência dos rios Benué e Congo, em regiões da atual Nigéria e Camarões. A partir daí, os povos bantu iniciaram sua expansão por volta de 1000 a.C., movendo-se para leste (área dos Grandes Lagos) e sul (Zâmbia, Angola, Moçambique, África do Sul), provavelmente impelidos pela desertificação do Saara, e pela consequente pressão dos saarauis emigrando para aquela região, eles foram forçados a espalhar-se pelas florestas tropicais da África central (fase I). Amparados por novas tecnologias de forja do ferro que teria contribuído com o agricultura, atendendo ao crescimento demográfico que teria aumentado a pressão por novas terras. Por sua vez, a abertura cultural facilitou a assimilação das populações locais. A expansão ocorreu por ondas sucessivas, não de forma contínua e uniforme. Houve momentos de recuo e reacomodação, e a expansão não foi isenta de resistências.
Cerca de 1000 anos mais tarde, eles iniciaram uma segunda fase mais rápida de expansão para as savanas da África austral e oriental. As línguas bantas se espalharam por quase toda a África Central, Oriental e Meridional, resultando em mais de 400 variantes que compartilham estrutura morfológica, sintática e léxico básico. A difusão linguística muitas vezes ocorreu sem migração massiva, mas por assimilação cultural e linguística, em que populações autóctones adotavam línguas bantas por fatores comerciais, religiosos ou políticos. Assim, os povos bantos levavam consigo técnicas agrícolas (como o cultivo de banana, inhame, milho e sorgo), criação de animais e domínio da metalurgia do ferro aos povos com os quais tiveram contato e assimilação.
No primeiro milênio d.C., cultivos tropicais originários do Sudeste Asiático — como bananas e inhames — foram introduzidos na África Oriental via Madagascar por navegadores austronésios, disseminando-se até a Bacia do Zambeze (atual Zâmbia). Isso provocou um novo impulso na expansão bantu (fase III), uma onda migratória centrada nessa região, favorecida pelas férteis margens dos rios, intensificando a presença bantu no sul e leste da África.
Por volta do ano 1000 estes povos tinham alcançado o atual Zimbabwe e a África do Sul, onde se estabeleceu o mais notável dos “estados zimbabweanos” (pré-nacionais), junto com Mapungubwe e Mutapa, desenvolvidos na África Austral entre os séculos XI e XV, tendo como capital o Grande Zimbabwe. Contudo, constituíram um governo unificado no sentido clássico, com tais estados ligados pela sua língua comum. Esses dirigentes controlavam as rotas de comércio do planalto até o litoral (Sofala e Kilwa), onde trocavam ouro, cobre, pedras preciosas, marfim e objetos de metal com comerciantes árabes da costa dos suaílis.

Territórios falantes da língua banta com destaque da divisão dos dois grandes blocos linguísticos.

Mesmo com essa unidade linguística, houve forte regionalização cultural ao final da expansão, por volta do século XI, com o surgimento de diferentes formas de organização social, econômica e religiosa. Pesquisas recentes destacam que no período pré-colonial, a região meridional da África ainda era caracterizada pela prevalência etnolinguística bantu coexistindo com contrastes socioculturais que marcavam os grupos étnicos da região. 